# Delain
A Delain egy holland szimfonikus metal együttes, amelyet a Within Temptation volt billentyűse, Martijn Westerholt alapított 2002-ben. Az együttes nevét Stephen King A sárkány szeme című regényében található Delain királyságról kapta.

## Történet

### Amenity demó (2001-2002)
Martijn Westerholt 2001-ben lépett ki a Within Temptation együttesből Pfeiffer-féle mirigyláz betegsége miatt, majd egy évvel később 2002-ben megalapította a Delaint. Szintén ebben az évben adta ki helyi (Zwolle) zenészek közreműködésével az Amenity című demó középlemezt. A demón található dalokkal nem volt megelégedve Martijn, ezért úgy döntött, hogy feloszlatja az együttest és folytatja a zeneírást és énekes keresést.

### Lucidity (2005-2007)
A bemutatkozó, Lucidity című nagylemez felvételeit 2005 júliusában kezdték meg. Az album a Roadrunner Records-nál került kiadásra. A projektben több jól ismert európai metal zenész is részt vett: Marco Hietala (basszus, ének - Nightwish, Tarot), Sharon den Adel (ének - Within Temptation), Liv Kristine (ének - ex-Leaves' Eyes), Ariën van Weesenbeek  (dobok - Epica),  Ad Sluijter (gitár - ex-Epica), George Oosthoek (hörgés)  és  Guus Eikens (gitár, billentyűsök) ( Orphanage) valamint Jan Yrlund (gitár - Imperia).
Az album alapjául részben az Amenity demó szolgál, melyen található dalok részletei kerültek újra felhasználásra a Lucidity-n. A munka az albumon igazán 2003-2004 körül indult meg, amikor Martijn megtalálta a To Elysium gót metal együttes és Infernorama rockopera formáció (melyben Martijn is vendégzenész volt) énekesnőjét, Charlotte Wessels-t. A Lucidity album többszörös halasztás után 2006. szeptember 4-én jelent meg, és tizenkét dalt tartalmaz. Az albumról három dalt kislemezként is kiadtak videóklipekkel együtt: a Frozen, See Me In Shadow és a The Gathering. Az album kedvező fogadtatásának hatására az eredetileg projektnek induló Delainből koncertező együttes lett, melyet Ronald Landa (szólógitár), Ray van Lente (ritmusgitár), Sander Zoer (dobok) és Rob van der Loo (basszusgitár) egészítettek ki, de nem sokkal később, 2007-ben Ray kilépett.

### April Rain (2008-2010)
2007 végén a Delain bejelentette, hogy új albumon dolgoznak, 2007 végén és 2008 elején új dalok debütáltak a koncerteken, mint a Stay Forever és Start Swimming. Az album 2009. február 9-én jelent meg. Az első, fő kislemezes és videóklipes dal az album címével megegyező April Rain volt, ezt követte a Stay Forever. Az album kiadását hosszan tartó turnézás követte, amely során nevesebb európai fesztiválokon is felléptek, mint a Wacken Open Air, Hellfest, Lowlands és a Sonisphere. Illetve eljutottak az Egyesült Államokba és Mexikóba is. Ebben az időszakban változások történtek a tagoknál, 2009 novemberében Ronald Landa hagyta ott az együttest, a helyére Ewout Pieters került, aki 2010 október végéig volt az együttes tagja. Ewout helyére 2011 elején Timo Somers került. Szintén 2010-ben lépett ki a basszista Rob van der Loo, aki helyét Otto Schimmelpenninck van der Oije vette át.

### We Are The Others és Interlude (2011-2013)
A 2011-es koncertjeiken három új dal demó változatai debütáltak az elkövetkező albumról: Manson (későbbi címén Mother Machine), Get the Devil Out of Me és a Milk and Honey. Az album megjelenését eredetileg 2012 elejére tervezték, de a Roadrunner Recordsot a Warner Bros. teljesen felvásárolta, ebből következőleg az album kiadásának dátuma ismeretlen maradt. Az együttes Facebook-posztban jelentette be, hogy 2012. június elsején kerül a boltok polcaira a lemez, az első kislemez, a Get the Devil Out of Me pedig április 13-án lesz meghallgatható.  Az album témáját és címadó dalát a 2007-ben gót külseje miatt meggyilkolt angol lány, Sophie Lancaster halála ihlette. Az album címével megegyező kislemez és videóklip, a We Are The Others szeptember 10-én jelent meg.
Ezt követően 2013 májusában a Delain egy különleges válogatásalbumot adott ki, amin eddig nem hallott dalok, feldolgozások, korábbi dalok új verziói és élő felvételek találhatóak. A CD mellé bónusz DVD is kiadásra került, amelyen koncertfelvételek, videóklipek és kulisszák mögötti életről szóló videók tekinthetőek meg.

### The Human Contradiction (2014-2015)
Negyedik album, a The Human Contradiction megjelenését legelőször 2014. január 23-án jelentették be  és 2014. április 4-én jelent meg. Az első kislemez a Your Body Is A Battleground volt, a Nightwish basszusgitárosa/énekese Marco Hietala közreműködésével. A dalszöveges videó 2014. március 7-én debütált a YouTube videomegosztó portálon. Második kislemez, mely videóklip formájában is kiadásra került, a Stardust, ami két nappal az album megjelenése előtt, április 2-án került fel a YouTube-ra. Ezen album időszaka alatt történtek változások az együttes tagjai között. Az első album óta dobos Sander Zoer 2014 nyarán kilépett, helyére Ruben Israel került, aki már a 2013-as, Kamelottal közös USA turnén helyettesítette Sandert. A 2014 novemberében, Egyesült Királyságban tartott rövid turné során kiegészült a Delain egy második gitárossal, Merel Bectholddal.
A turné egyik állomásán, november 26-án, Birminghamben az új színpadi tag miatt a basszusgitáros Otto Schimmelpenninck nem a megszokott helyén állt (a már megszokott ötös felállás helyett hatan voltak a színpadon), így ebből következően hátulról egy konfettiágyú találta el, ami a bal heréje leszakadását okozta. Az eset után egyből kórházba szállították, ahol a "grapefruit nagyságúra nőtt" herezacskójából több, mint fél liter vért csapoltak le. Több hetes kezelés után felépült és a 2015 januári európai turnén már újra színpadra állt.
A harmadik kislemez és egyben szöveges videóklippel rendelkező dal a Sing To Me, melyben szintén Marco Hietala közreműködik. Ez 2015. május 6-án jelent meg.
2015. október 19-én az együttes Facebook-posztban bejelentette, hogy a gitáros Merel Bechtold teljes értékű tag lett.

### Lunar Prelude, Moonbathers és a tizedik évforduló (2016-)
2015. december 10-én a Delain bejelentette, hogy 2016. február 19-én egy nyolcszámos középlemezt fognak megjelentetni, ami két új dalt, egy előző albumon megjelent dal átdolgozását és élő felvételeket tartalmaz majd. Ezt megelőzően már a 2015-ös októberi-novemberi európai turnén játszottak egy új dalt Turn The Lights Out címmel. Az első kislemez és videóklip Suckerpunch címmel 2016. február 5-én jelent meg. Ezt követően a tavaszi hollandiai klubos koncerteken egy újabb dal debütált, a The Glory and the Scum (még Clawfinger munkacím alatt). Az új album, a Moonbathers kiadási dátumának bejelentésére 2016. június 22-én került sor, ami két hónappal később, augusztus 26-án jelent meg. Az album tíz saját dalt (melyek közül kettő már ezt megelőzően megjelent a Lunar Prelude-on) és a Scandal című Queen feldolgozást tartalmaz.
2016-ban ünnepelte az együttes az debütáló albumuk, a Lucidity kiadásának tizedik évfordulóját. Október 21-én jelent meg a Lucidity remaszterelt újra kiadása, melyet élő felvételekkel és egy Martijn Westerholt által a dalok részleteiből készített egyveleggel került kiegészítésre. A kiadvánnyal együtt egy, az album dalainak instrumentális változatainak letöltésére jogosító kód is kiadásra került. December 10-én pedig az amszterdami Paradiso koncertteremben egy nagyszabású koncerttel ünnepelték meg az album kiadásának tizedik évfordulóját. E koncerten során több vendég is a színpadra lépett, köztük egyes Lucidity albumon szereplők és volt tagok is. A fellépésről hang és videó felvételek készültek, melyek 2017-ben kiadásra kerülnek. A show finanszírozását rajongók segítették, akik különböző, Delainnel kapcsolatos relikviákat és szolgáltatásokat vásárolhattak meg (ruhák, hangszerek, különleges kiadások a felvételből, saját Instagram profilra posztolás tagok által, bowlingozás az együttessel stb.). Az eseményről készült felvételek CD, DVD, BD és hanglemez formában 2017. október 27-én jelennek meg.
A dobos Ruben Israel és az együttes 2017. október 2-án a Facebook oldalaikon bejelentették, hogy Ruben távozik az együttesből. Ruben a Danse Macabre elnevezésű, rövid európai turnén fog játszani utoljára.

### Apocalypse&Chill (2020-)
2019 nyarán Merel Bechtold gitáros elhagyta a csapatot, hogy saját projektjére, a Dear Motherre koncentrálhasson. Az együttes azonban folytatta új lemezének felvételeit, amelyről novemberben árulták el, miszerint az Apocalypse&Chill címet fogja viselni. Az albumra felkerült a nagy sikerű Masters of Destiny című dal is, amely eredetileg a 2019 februárjában napvilágot látott EP-n, a Hunter's Moon-on kapott helyet. Az Apocalypse&Chill 2020. február 7-én jelent meg.

### Charlotte, Otto és Timo kilépése (2021)
2021. február 15-én a Delain Facebook-oldalán jelentette be, hogy az addigi felállás megszűnt létezni, mivel Martijn kivételével mindegyik tag távozott a formációból. A zenész azonban saját projektjeként életben tartja a Delaint. A közlemény szerint a csapaton belüli feszültségek vezettek Charlotte, Timo és Otto távozásához, illetve a tény, miszerint Martijn szerette volna, ha a továbbiakban az együttes inkább stúdiózenekarként ténykedne.

## Tagok

### Jelenlegi tagok
- Martijn Westerholt – billentyűk (2002–)
- Diana Leah – ének (2022–)
- Ronald Landa – szólógitár, hörgés, ének (2006–2009, 2021–)
- Ludovico Cioffi – basszusgitár, hörgés, háttér ének (2022–)
- Sander Zoer – dob (2006–2014, 2021–)

### Korábbi tagok
- Charlotte Wessels – ének (2004–2021)
- Otto Schimmelpenninck van der Oije – basszusgitár, hörgés (2010–2021)
- Timo Somers – szólógitár, háttérének (2011–2021)
- Guus Eikens – gitár, háttérének, billentyűsök, zeneírás (2004–2021) (Koncerteken nem lépett fel, kizárólag a stúdióban vett részt a zeneírásban Martijnnal és Charlotte-tal együtt.)
- Roy van Enkhuyzen – gitár (2002)
- Frank van der Meijden – gitár (2002)
- Anne Invernizzi – ének (2002)
- Martijn Willemsen – basszusgitár (2002)
- Tim Kuper – dobok (2002)
- Rob van der Loo – basszusgitár (2006–2010)
- Ray van Lente – gitár (2006–2007)
- Ewout Pieters – szólógitár, hörgés, ének (2009–2010)
- Ruben Israel – dobok (2014–2017; helyettesítő turnézenész 2013-ban)
- Merel Bechtold – ritmusgitár (2015–2019)

### Vendégzenészek
- Marco Hietala (Nightwish) – basszusgitár (2006), ének (2006, 2009, 2014)
- Ad Sluijter (ex-Epica) – gitár (2006)
- Ariën van Weesenbeek (ex-God Dethroned, Epica) – dobok (2006)
- Rosan van der Aa (ex-Orphanage) – háttérének (2006)
- Jan "Örkki" Yrlund (Imperia) – gitár (2006)
- Sharon den Adel (Within Temptation) - ének (2006)
- Liv Kristine (ex-Theatre Of Tragedy, ex-Leaves' Eyes)- ének (2006)
- George Oosthoek (ex-Orphanage) - hörgés (2006, 2014)
- Alissa White-Gluz (ex-The Agonist, Arch Enemy) - hörgés, ének (2014, 2016)
- Burton C. Bell (Fear Factory) - ének (2012)

### Turnén játszó, helyettesítő zenészek
- Roel Vink – basszusgitár (2009)
- Bas Maas – gitár (2012)

## Diszkográfia

### Albumok
- Lucidity (2006)
- April Rain (2009)
- We Are The Others (2012)
- The Human Contradiction (2014)
- Moonbathers (2016)

### Kislemezek
- Frozen (2007)
- See Me In Shadow (2007)
- The Gathering (2008)
- April Rain (2009)
- Stay Forever (2009)
- Smalltown Boy (Bronski Beat feldolgozás) (2010)
- Get the Devil Out of Me (2012)
- We Are The Others (2012)
- Are You Done With Me (New Single Mix) (2013)
- Your Body Is A Battleground (2014)
- Stardust (2014)
- Sing To Me (2015)
- Suckerpunch (2016)
- The Glory And The Scum (2016)
- Fire With Fire (2016)
- The Quest and the Curse (2022)

### Válogatások
- Interlude (2013)
- Lunar Prelude (2016)

### Demók
- Amenity (2002)

## Magyarországi fellépések
| Dátum              | Helyszín                         | Megjegyzés                                                                             |
| ------------------ | -------------------------------- | -------------------------------------------------------------------------------------- |
| 2009. november 17. | Petőfi Csarnok, Budapest         | Sonata Arctica előzenekara.                                                            |
| 2011. május 15.    | Diesel Club, Budapest            |                                                                                        |
| 2012. május 2.     | Club202, Budapest                |                                                                                        |
| 2015. január 25.   | Petőfi Csarnok, Budapest         | Sabaton előzenekara.                                                                   |
| 2015. november 5.  | Club202, Budapest                |                                                                                        |
| 2016. június 23.   | Balatonszemes                    | RockPart fesztivál                                                                     |
| 2016. október 23.  | Barba Negra Music Club, Budapest | A Wisdom együttes Keep Wiseman Alive X. rendezvénye és a Moonbathers turné egyesítése. |
| 2018. július 25.   | Székesfehérvár                   | FEZEN fesztivál                                                                        |
| 2024. január 27.   | Barba Negra Music Club, Budapest |                                                                                        |